# Zlaté Hory
Zlaté Hory település Csehországban, a Jeseníki járásban. Zlaté Hory Mikulovice, Jeseník, Heřmanovice és Petrovice településekkel határos. Lakosainak száma 3736 fő (2024. január 1.).

## Népesség
A település lakosságának változását az alábbi diagram mutatja:
| Lakosok száma | 8021 | 8108 | 6861 | 3287 | 4556 | 4507 | 3899 | 3796 | 3620 | 3736 |
|               | 1869 | 1890 | 1921 | 1950 | 1980 | 2001 | 2017 | 2019 | 2022 | 2024 |